# Mihri Khatun
Mihri Khatun, Mihri Hatun (Madame Mihri, en arabe : مهری خاتون), née vers 1460 et morte en 1515, est une poétesse ottomane.
Le cratère vénusien Khatun a été nommé en son honneur.

## Biographie
Mihri Hatun est née en 1460 ou en 1461 à Amasya, en Anatolie, où elle mourut en 1515. Elle était la fille d'un kadi (juge ottoman). Elle a passé la quasi-totalité de sa vie aux alentours d'Amasya. Elle était un membre du cercle littéraire du prince Ahmed, fils du Sultan Bajazed II.
Elle a eu la réputation d'être « tombée amoureuse plusieurs fois », mais la rumeur insiste sur le fait que « toutes ces amours étaient chastes et innocentes [et qu'elle] a vécu une vie de vertu sans relâche ». « À la fois belle et ardente, elle est restée célibataire ».

## Poésie
Les poèmes de Mihri Hatun révèlent des influences artistiques tant de la littérature persane, par des formes telles que la gazelle (en), que d'une profonde éducation littéraire. Les critiques modernes, tels que Bernard Lewis, décrivent son style comme « retenant une fraîcheur et une simplicité remarquables ».
Un extrait des plus populaires pourrait être traduit par : « Au premier coup d'œil / Je t'aime / Avec un millier de cœurs… / Que les fanatiques pensent / Aimer est un péché / Peu m'importe / Permettez-moi de brûler dans le feu de l'enfer / de ce péché. ». Un autre est : « Mon cœur brûle dans les flammes de la douleur / Des étincelles et de la fumée s’élèvent en tournant vers le ciel / En moi, mon cœur a pris feu comme une bougie / Mon corps, tourbillonnant, est un phare illuminé par votre image. ».